# خنغ ناربنة بير (بهمئي غرمسيري الشمالي)
خنغ ناربنة بیر (بالفارسية: خنگ ناربنه پیر) هي قرية تقع في إيران في قسم بهمئي غرمسیري الشمالي الريفي. يقدر عدد سكانها بـ 88 نسمة بحسب إحصاء 2016.